# Crispatotrochus foxi
Espèce
Statut CITES
Crispatotrochus foxi est une espèce de coraux appartenant à la famille des Caryophylliidae.